# اوپن‌کانکت
اوپن کانکت نرم‌افزاری منبع باز برای اتصال به شبکه‌های خصوصی مجازی (VPN) است که اتصالات نقطه به نقطه امن را اجرا می‌کند.
این نرم‌افزار در اصل به عنوان یک جایگزین منبع باز نرم‌افزار اختصاصی سیسکو به نام AnyConnect که یک کلاینت SSL VPN است و توسط چند روتر سیسکو پشتیبانی می‌شود، نوشته شده‌است. تا تاریخ ۲۰۱۳، پروژه اوپن کانکت یک سرور سازگار با AnyConnect یعنی ocserv را نیز ارائه می‌دهد که نتیجه آن یک راه حل کامل سرور-کلاینت سرویس VPN است.
نرم‌افزار اوپن کانکت پشتیبانی از SSL VPN شرکت Juniper Networks را در نسخه ۷٫۰۵ اضافه کرد. پس از آن پشتیبانی از GlobalProtect VPN شرکت Palo Alto Networks در نسخه ۸٫۰۰ اضافه شد.

## پروتکل‌ها
وی پی ان‌های سیسکو انی کانکت از TLS برای احراز هویت و پیکربندی مسیر، سپس از DTLS برای رمز نگاری مؤثر و انتقال ترافیک از طریق وی پی ان استفاده می‌کند، و در صورتی که فایروال ترافیک بر پایه UDP را مسدود کرده باشد به انتقال بر اساس TLS بازمی‌گردد. پروتکل DTLS که توسط سرورهای سرورهای سیسکو انی کانکت مورد استفاده قرار گرفت براساس یک پیش نویس غیر استاندارد از DTLS 1.0 بود تا اینکه پشتیبانی از نسخه استاندارد DTLS 1.2 در سال ۲۰۱۸ اضافه شد.
اوپن کانکت و ocserv نسخه پیشرفته ای از پروتکل وی پی ان انی کانکت (که به عنوان یک استاندارد اینترنتی ارائه شده‌است) را اجرا می‌کنند که در یک پروژه منبع باز بدون وابستگی به سیسکو نوشته شده‌است. هم اوپن کانکت و هم ocserv تلاش می‌کنند تا سازگاری سمت پنهان خود را با سرورها و کلاینتهای سیسکو انی کانکت حفظ کنند.
نرم‌افزار اوپن کانکت پروتکل‌های وی پی ان Juniper و GlobalProtect را نیز اجرا می‌کند. این پروتکلها ساختاری بسیار شبیه پروتکل انی کانکت دارند: در این پروتکلها نیز احراز هویت و پیکربندی مسیر را از طریق TLS انجام می‌شود، به جز اینکه از ESP (به جای DTLS) برای انتقال مؤثر و رمزگذاری شده ترافیک استفاده می‌شود، اما این پروتکلها نیز می‌توانند به انتقال مبتنی بر TLS بازگردند.